# Palpares decaryi
Palpares decaryi is een insect uit de familie van de mierenleeuwen (Myrmeleontidae), die tot de orde netvleugeligen (Neuroptera) behoort. 
Palpares decaryi is voor het eerst wetenschappelijk beschreven door Navás in 1924.